# Frédérique Bangué
Frédérique Bangué, född den 31 december 1976 i Lyon, är en fransk före detta friidrottare som tävlade i kortdistanslöpning. 
Bangué deltog vid VM 1995 på 100 meter men blev utslagen redan i kvartsfinalen. Vid VM inomhus 1997 blev hon bronsmedaljör på 60 meter på tiden 7,17. Vid VM utomhus 1997 blev hon utslagen i semifinalen på 100 meter. 
Vid EM 1998 i Budapest ingick hon, tillsammans med Katia Benth, Sylviane Felix och Christine Arron i det franska stafettlaget på 4 x 100 meter som blev guldmedaljörer. 
Hennes senaste större mästerskap var VM 2001 då hon blev utslagen i försöken på 100 meter. Däremot blev hon silvermedaljör i den korta stafetten.

## Personliga rekord
- 60 meter - 7,11
- 100 meter - 11,16